# The Road Goes on Forever
The Road Goes on Forever è il terzo e ultimo album in studio del supergruppo musicale statunitense The Highwaymen, pubblicato nel 1995.

## Tracce
1. The Devil's Right Hand – 3:14 (Steve Earle)
2. Live Forever – 2:49 (Billy Joe Shaver, Eddy Shaver)
3. Everyone Gets Crazy – 2:55 (Kevin Welch)
4. It Is What It Is – 3:40 (Stephen Bruton, John Fleming)
5. I Do Believe – 3:25 (Waylon Jennings)
6. The End of Understanding – 2:43 (Willie Nelson)
7. True Love Travels a Gravel Road – 3:22 (Dallas Frazier, A.L. Owens)
8. Death and Hell – 2:51 (Johnny Cash, John Carter Cash)
9. Waiting for a Long Time – 4:20 (Bruton)
10. Here Comes That Rainbow Again – 2:50 (Kris Kristofferson)
11. The Road Goes on Forever – 4:42 (Robert Earl Keen)

Tracce Bonus – Riedizione 2005
1. If He Came Back Again – 3:34 (Barry Alfonso, Craig Bickhardt)
2. Live Forever – 2:12 (Billy Joe Shaver, Eddy Shaver)
3. I Ain't Song – 1:56 (Jennings)
4. Pick Up the Tempo – 2:18 (Nelson)
5. Closer to the Bone – 2:14 (Kris Kristofferson)
6. Back in the Saddle Again – 0:50 (Gene Autry, Ray Whitley)

## Formazione
The Highwaymen
- Willie Nelson - voce, chitarra
- Johnny Cash - voce, chitarra
- Waylon Jennings - voce, chitarra
- Kris Kristofferson - voce, chitarra

Altri musicisti
- Kenny Aronoff – batteria
- Benmont Tench – Hammond C-3
- Mark Goldenberg – chitarra acustica, chitarra baritono, chitarra elettrica
- Al Anderson – chitarra elettrica, chitarra acustica
- Reggie Young – chitarra elettrica
- Michael Rhodes – basso
- Mickey Raphael – armonica
- Robby Turner – pedal steel, dobro
- Danny Timms – piano
- Luis Resto – piano elettrico Wurlitzer